# Stade Rodez Aveyron Basket
Le Stade Rodez Aveyron Basket, ou SRAB, est un club français de basket-ball évoluant en Nationale masculine 3 championnat de France, basé à Rodez.

## Saison 2007-2008 en NM3

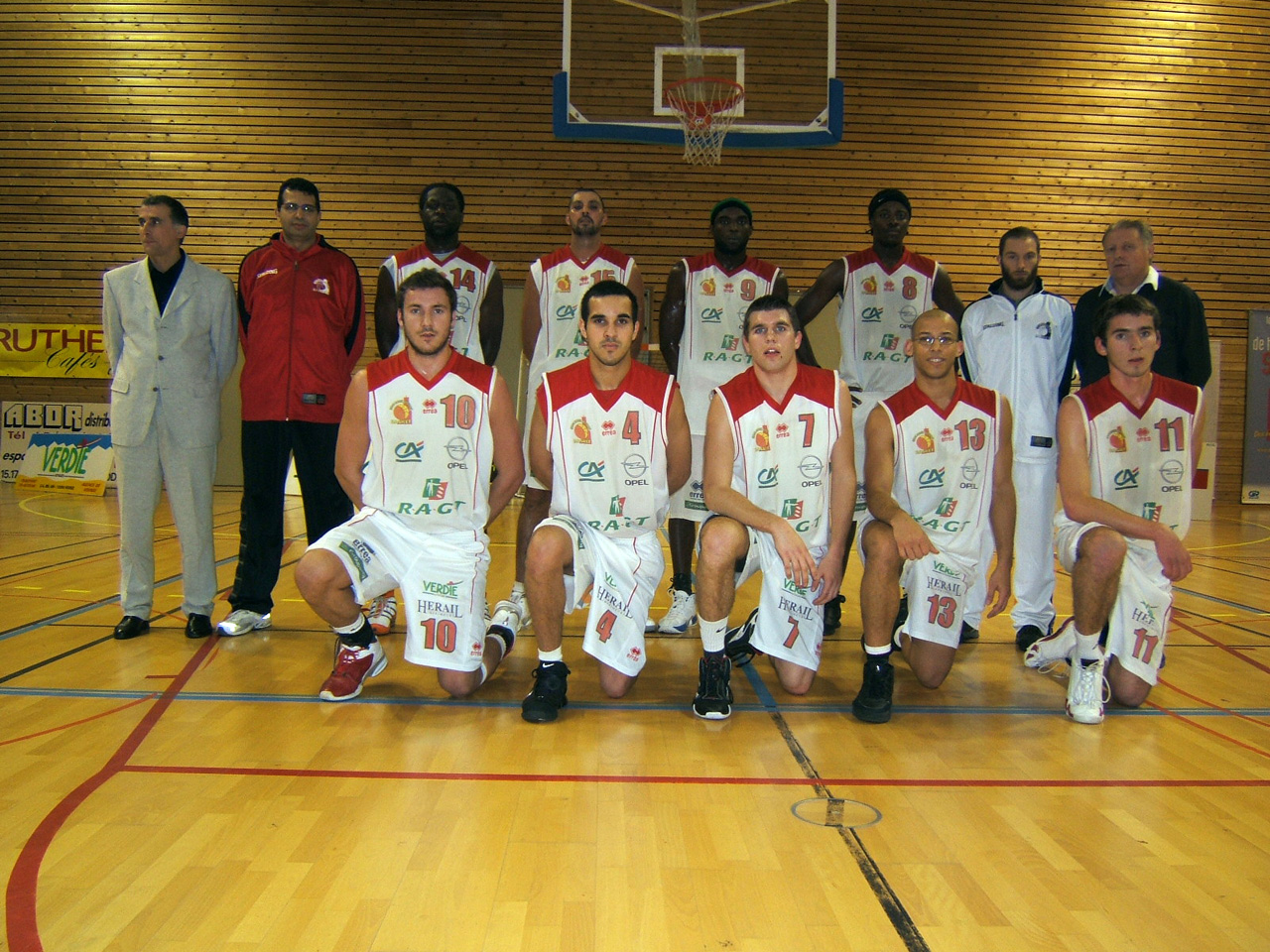
L'équipe 1 évoluant en NM3- Saison 2007-2008

## Histoire
Le club est une section du club omnisports le Stade Rodez Omnisports et s'est longtemps appelé Stade ruthénois basket. En 1998, le club accède à la Nationale masculine 1 (3e division) et change de nom l'année suivante pour devenir le Stade Rodez Aveyron Basket.
L'équipe évolue en NM2 depuis, au moins, la saison 2011-2012.
En National 3 depuis 2012

## Entraîneurs successifs
- Gil Mariès
- Azzedine Labouizze
- Alain Gay
- Éric Occansey
- Brahim Rostom
- Willy Senegal

## Joueurs marquants du club
- Karim Ouattara
- Joachim Ekanga-Ehawa
- Vincent Da Sylva
- Frens Johwe Casseus
- Leslie Reynolds
- Éric Tapé
- Guillaume Pons
- Steve Ross
- Cédric Bertorelle